# Multimedia interactiva

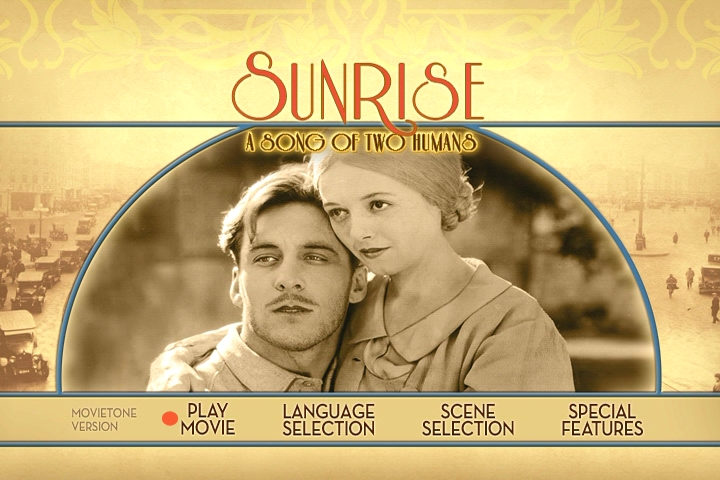
Menú multimedia de la película Sunrise: A Song of Two Humans en DVD.

Multimedia interactiva también con el nombre de contenido audiovisual interactivo, se refiere a todos aquellos sistemas que se emplean en la actualidad donde, mediante diversos elementos, se permite la interacción del usuario con los contenidos de manera diferente, haciendo referencia a la evolución que los sistemas multimedia han sufrido con el paso de los años. Se trata de una forma de producción que integra componentes visuales, sonoros y narrativos, junto con sistemas de interacción que posibilitan que el usuario tenga un impacto en el progreso o en el desenlace del contenido.
A diferencia del contenido audiovisual convencional, que sigue un formato lineal y pasivo sin requerir la intervención directa del usuario, el contenido audiovisual interactivo demanda la participación activa de este, brindando una experiencia más dinámica, personalizada y adaptable. El término fue acuñado por primera vez por Shavelson, R.J., Salomon, G. y Hawes, citado en sus textos académicos entre 1985 y 1986. Posteriormente lo explotaron autores como John Barker y Richard N. Tucker, completando la definición y abriendo un debate sobre las diferentes posibilidades y la evolución del concepto.
En sus inicios, era simplemente un modo de presentación que podía contener imágenes, texto y en ocasiones, sonido; hoy en día las formas de uso que se pueden aplicar a la multimedia interactiva se han multiplicado notablemente, como también los objetivos que se pueden alcanzar empleando estas herramientas correctamente y siguiendo un patrón original y creativo. Cuan más alto sea el grado de interacción del usuario con el producto que tiene a su disposición, la percepción hacia él será mucho más positiva.
La multimedia interactiva se basa en el diálogo entre usuarios y contenido, donde diseño y realización (medios audiovisuales) son factores principales para captar su atención, pues el éxito depende de que la persona, receptor o usuario consiga relacionarse totalmente con la presentación. Ayuda a obtener la información que se precise y son sistemas que atraen a un público numeroso, por lo cual las empresas la utilizan con fines publicitarios o comerciales.
Pese a ello, la multimedia interactiva es uno de los sistemas más complicados en lo que respecta a diseño y estrategia a causa de estar dotado por una alta sensibilidad en su parte interna y física externa, por ese motivo es necesario ser muy cuidadoso con materiales como pisos o suelos interactivos,  entre otros, expuestos a diferentes riesgos.
Un ejemplo son los kioscos interactivos, que pueden localizarse en centros comerciales, bancos o inmobiliarias. También existen las llamadas pantallas interactivas, muy utilizadas en ámbitos como la publicidad.

## Origen y evolución
El género surgió con la invención de los Laserdiscy sus reproductores, los primeros dispositivos de video no lineales. El hecho de que un reproductor de Laserdisc pudiera saltar y reproducir cualquier capítulo de forma instantánea permitió que tanto los videojuegos como las películas pudieran aplicar esta misma mecánica.
La primera obra interactiva reconocida es Kinautomat: One Man and His House, creada por el cineasta checo Radúz Činčera y presentada en la Exposición Universalde Montreal en 1967. La trama sigue la historia de un hombre y fue producida antes de la invención del Laserdisc (LD) o tecnologías similares. En algunos momentos, un moderador en vivo aparecía en el escenario para solicitar a la audiencia que eligiera entre dos escenas, y la escena seleccionada se reproducía según el voto del público. Aunque, como una ironía intencional, todas las decisiones conducían al mismo final, Kinoautomat fue pionera en el concepto de narrativa interactiva, estableciendo las bases para futuras innovaciones. 
Simultáneamente, en la literatura juvenil de las décadas de 1970 y 1980, la serie de libros Elige tu propia aventura brindaba a los lectores una experiencia parecida, pero en formato de novela. Estos libros permitían al lector tomar decisiones en momentos clave, lo que lo guiaba a distintas páginas y, por ende, a diversos desenlaces.
Uno de los primeros videojuegos interactivos fue Wild Gunman de Nintendo, un juego electro-mecánico creado por Gunpei Yokoi en 1974. Este juego consistía en una pistola de luz conectada a una pantalla de proyección de 16mm.Se mostraban imágenes de pistoleros del lejano oeste que el jugador podía disparar y eliminar. En 1979, Kasco (Kansei Seiki Seisakusho) lanzó The Driver, otro juego que mostraba una proyección de una persecución de coches grabada por Toei Company.

## Usos de la multimedia interactiva

### En la publicidad
Muchas veces, la multimedia interactiva se utiliza con fines comerciales, pero no se limita al uso de una pantalla para visionar imágenes, se precisa de planificar y organizar la presentación, si es necesario mediante un breve esquema; la acción debe ser obra de un profesional que genere una buena estrategia que combinada con creatividad, logre el impacto deseado en las personas.
La interactividad puede expresarse de diferentes formas: a partir de la escritura de un texto, la pantalla táctil o el uso del ratón (informática). Según el usuario la interactividad viene dada por el control de este sobre la información y actividades almacenadas en la red pero en realidad interactuar comprende una modificación del contenido multimedia, convirtiéndolo de lineal a multilineal, siendo controlado así plenamente por el usuario. Todo producto multimedia interactivo debe contener los niveles de interactividad adecuados, pues ese es el factor clave para que el receptor establezca el aprendizaje  y retenga el contenido.
La organización y respectiva creación de un sistema multimedia interactivo debe consistir en la fusión de ciertas pautas como cumplir los objetivos y necesidades del proyecto y de aquellos que utilicen el sistema o conocer detalladamente las características de aquellos que van a interactuar con este.  Como productos destacados dentro de este campo se encuentran: pizarras interactivas, pisos interactivos o vidrieras interactivas.

### Aplicación en los videojuegos
Un ejemplo de multimedia interactiva es el sensor kinect desarrollado por Microsoft para su consola Xbox 360 la cual reconoce el movimiento corporal del usuario para manipular directamente el videojuego. Para esto se auxilia de sensores y cámaras. Que toman el cuerpo como un controlador.

### Educación; multimedia interactiva para niños y adultos
La multimedia interactiva es un gran reclamo para los establecimientos educacionales, que ven en sus presentaciones una útil herramienta para la enseñanza. Estas herramientas deben estar por encima de todo, dotadas de dinamismo para que los alumnos más jóvenes pongan en ellas toda su atención y el aprendizaje resulte un éxito.
Siempre deben tenerse en cuenta las mismas pautas: las presentaciones deben ser atractivas, amenas, informativas y sobre todo dinámicas; a la vez su uso debe ser sencillo y por lo tanto fácil de entender, como la multimedia logra ser mejor que la interacción.
- Televisión interactiva.
- Instalaciones artísticas.
- Simuladores y entornos virtuales.
- Videojuegos de todo tipo:
- Juegos Casuales.
- Massive Multiplayer Online Games (MMOGs).
- Cuentos infantiles.
- Centros de ocio multimedia.

### Como formato informativo en la red
La multimedia hace más rápido y sencillo el acceso a la información, abriendo una nueva vía al usuario gracias a la automatización de tareas o la fragmentación de contenidos dentro de la información, para así obtener una estructura total y correcta donde decide a qué información quiere acceder y a través de qué itinerario, haciendo un ejercicio de constante interacción.
Programas informativos hacen uso de la multimedia interactiva con el fin de que las noticias lleguen al usuario sin que este deba efectuar ningún esfuerzo, de forma inmediata, valiéndose básicamente de su intelecto para entender la información que le es transmitida.
Los límites de la interactividad son establecidos por el usuario y la comunicación se alimenta y depende de ellos. La relación emisor-receptor ha adquirido una nueva dimensión con base a los cambios que han sufrido los medios, cuya retroalimentación con el público cada vez es mayor. Ahora los usuarios tienen el poder de decidir cuándo consultar o en qué momento visualizar la información; los datos suelen estar actualizados y principalmente enfocados en la posibilidad de participación del usuario a lo largo del proceso.
La existencia de nuevas tecnologías provoca la aparición de nuevos lenguajes y profesiones. Los llamados nuevos profesionales deberán velar por la evolución del ámbito interactivo, desarrollar nuevas técnicas y formatos, entender su lenguaje e investigar los límites del contenido.
Del mismo modo, aparecen nuevas formas de presentar la información, dotando a la imagen de un realismo superior. Cambiará el acceso a los contenidos y cobrará importancia la relación entre recursos multimedia, emisores y receptores, aumentando también el número de canales a través de los cuales se podrá acceder a la información. La operatividad del usuario será un elemento fundamental del proceso.

## Software; concepto y ejemplos
El software es un elemento clave para el funcionamiento de dispositivos multimedia. Domina su capacidad de control facilitando el uso y la configuración del sistema operativo. El software contiene un gran número de elementos técnicos necesarios para el correcto funcionamiento del sistema: drivers, controladores (CD-ROM, tarjeta de sonido o tarjeta de video), piezas para el desarrollo de cualquier aplicación informática o proyecto multimedia, módulos de soporte, etc.
Las aplicaciones más notables se han dado en sectores como:
• Planos, directorios telefónicos, mapas catálogos, videojuegos, consulta de información digitalizada: proyectos de realidad virtual, diseños arquitectónicos, de máquinas, educación: cursos, enciclopedias y manuales, publicidad, ventas de productos, distribución de software etc.
Los medios masivos de comunicación interactiva han hecho posible el respectivo desarrollo tecnológico, buscando mediante la retroalimentación, la forma de satisfacer al usuario en aquello que necesite.

## En las plataformas de streaming
Los contenidos interactivos no solo amplían las posibilidades de una historia, sino que, en el caso de las plataformas de streaming, también permiten conocer las preferencias de los espectadores.
Estos datos, una vez procesados y organizados adecuadamente, permiten a la plataforma conocer los intereses y decisiones de sus usuarios. Con esta información, pueden ofrecerles continuamente lo que desean, manteniéndolos el mayor tiempo posible en la plataforma e introduciendo publicidad de manera menos invasiva, enfocándose en el sector demográfico más propenso a adquirir los bienes o servicios promocionados.

## Aplicaciones multimedia
La estructura seguida en una aplicación multimedia es de gran relevancia pues determina el grado y modo de interactividad de la aplicación, por tanto, la selección de un determinado tipo de estructura condicionará el sistema de navegación seguido por el usuario y la posibilidad de una mayor o menor interacción.
Los sistemas que permiten la interacción con el usuario son:
- Reticular: Facilita el acceso a información de un ámbito concreto, muchas veces orientada a la psicología o la educación. El usuario tiene total autonomía para moverse dentro de la página y consultar aquello que deseé gracias al llamado hipertexto.

- Jerarquizado: La información está organizada sobre la base de su dificultad y el usuario accede a ella libremente según sus necesidades.

- Programas semiabiertos: Contienen actividades con diversos grados de dificultad que se amoldan a la búsqueda del usuario que podrán a su vez ser modificadas por los especialistas gracias al hipermedia.

- Programas abiertos: La información viene dada dependiendo de las características del usuario, contando con diversas opciones para que el creador pueda editarla según crea conveniente.

### Aplicaciones para el aprendizaje interactivo
- Tutoriales: Tienen como finalidad el aprendizaje del usuario mediante vídeos o tutores cibernéticos que indican a este los pasos que debe seguir para comprender la página o el programa en el que está interesado.

- Comunicadores: Mecanismos multimedia que permiten, mediante un sistema de voz sintetizada, que personas con dificultades para emitir sonidos o que padezcan trastornos motores consigan comunicarse satisfactoriamente.

- Programas de práctica y ejercitación: Tienen una finalidad educativa que explotan mediante ejercicios de carácter diverso. Serán más o menos complejos dependiendo de las intervenciones del sujeto y del modo en que realice los ejercicios, haciéndole saber a este cual es su nivel de desarrollo o aprendizaje.

- Visualizadores del habla: Incorporan sistemas de reconocimiento del habla capaces de transformar sonidos en texto o bien en imágenes en movimiento. Permiten mostrar plenamente las capacidades del ordenador

La evolución tecnológica es un proceso imparable que a medida que pase el tiempo irá ampliando sus fronteras, estrechando cada vez más la relación entre usuarios y entre usuarios y tecnología, haciendo que se retroalimenten cada vez más y los lazos informativos sean más accesibles y fáciles de difundir a través de diferentes canales y métodos, convirtiendo la interacción en algo constante y natural.